# Idrottsförening Brommapojkarna (femminile)
L'Idrottsförening Brommapojkarna, citato anche come IF Brommapojkarna Dam o più semplicemente Brommapojkarna, è una squadra di calcio femminile svedese con sede a Stoccolma, sezione femminile dell'omonimo club che prende il nome da Bromma, sobborgo occidentale della capitale svedese, e il suo nome significa, alla lettera, I ragazzi di Bromma.
Dalla stagione 2022 milita in Damallsvenskan, la massima serie del campionato svedese.
La squadra gioca le partite casalinghe al Grimsta Idrottsplats, impianto sportivo da 6 820 posti a sedere sito a Vällingby, sobborgo di Stoccolma, stadio che condivide con la sezione maschile.

## Palmarès
- Campionato svedese di seconda divisione: 1

2021

## Organico

### Rosa 2022
Rosa, ruoli e numeri di maglia come da sito ufficiale, aggiornati al 7 aprile 2022.
| N. |                                 | Ruolo | Calciatrice         |
| -- | ------------------------------- | ----- | ------------------- |
| 1  | Stati Uniti (bandiera)          | P     | Maggie Smither      |
| 2  | Russia (bandiera)               | D     | Aleksandra Lobanova |
| 4  | Canada (bandiera)               | D     | Shannon Woeller     |
| 5  | Svezia (bandiera)               | D     | Wilma Wärulf        |
| 8  | Svezia (bandiera)               | C     | Alice Ahlberg       |
| 9  | Svezia (bandiera)               | A     | Jennifer Sjösten    |
| 10 | Bosnia ed Erzegovina (bandiera) | C     | Mathilda Prakt      |
| 11 | Svezia (bandiera)               | C     | Ellen Toivio        |
| 12 | Svezia (bandiera)               | C     | Ebba Ronquist       |
| 13 | Svezia (bandiera)               | C     | Klara Andrup        |
| 14 | Svezia (bandiera)               | A     | Frida Thörnqvist    |
| 15 | Scozia (bandiera)               | A     | Vaila Barsley       |

| N. |                   | Ruolo | Calciatrice          |
| -- | ----------------- | ----- | -------------------- |
| 16 | Svezia (bandiera) | C     | Ella Reidy           |
| 17 | Svezia (bandiera) | A     | Saga Swedman         |
| 18 | Svezia (bandiera) | C     | Ida Bengtsson        |
| 19 | Svezia (bandiera) | D     | Emelie Eriksson      |
| 20 | Svezia (bandiera) | P     | Kaisa Nilsson        |
| 21 | Svezia (bandiera) | A     | Tempest-Marie Norlin |
| 23 | Svezia (bandiera) | D     | Lovisa Norrby        |
| 24 | Svezia (bandiera) | D     | Filippa Wallén       |
| 26 | Svezia (bandiera) | P     | Lovisa Koss          |
| 27 | Svezia (bandiera) | C     | Frida Boriero        |
|    | Svezia (bandiera) | D     | Elin Bergkvist       |